# Nyköping
Nyköping è una città della Svezia nella contea di Södermanland, di 38 161 abitanti secondo il censimento del 2018. La città è anche capitale della Contea.

## Storia
La zona presenta tracce di insediamenti umani a partire dal 2000 a.C. Nel primo medioevo, intorno all'anno 1000, Nyköping è stata capitale di uno dei tanti regni svedesi. Nel XIII secolo venne iniziata la costruzione della fortezza di Nyköping che nel secolo successivo divenne la più potente fortezza del paese. Lo stemma della città raffigura probabilmente la fortezza, o una delle sue torri.
Nel 1317 vi si tenne il banchetto di Nyköping, un importante episodio della storia della Svezia, in cui il re Birger di Svezia arrestò i suoi due fratelli, per vendicare le sofferenze da essi inflittegli, e li tenne senza cibo fino alla morte.
La prima certificazione di città risale al 1444. Nel XVI secolo Nyköping divenne sede del ducae Carlo che divenne poi Carlo IX di Svezia. Con lo status di residenza reale, Nyköping raggiunse il massimo del suo sviluppo.
Nel 1665, gran parte della città, compresa la fortezza, venne danneggiata da un terribile incendio. Una situazione analoga si verificò nel 1719 quando l'esercito russo invase la città. Essa venne poi ricostruita secondo la struttura odierna.
Nyköping venne industrializzata relativamente presto rispetto al resto della Svezia. Nei primi anni del XIX secolo venne impiantata un'industria tessile che fece crescere rapidamente il numero degli abitanti.

## Infrastrutture e trasporti
A Nyköping è situato l'Aeroporto di Stoccolma-Skavsta, utilizzato soprattutto dai voli internazionali Wizzair e Norwegian (la capitale svedese dista circa 100 km). I collegamenti dal centro cittadino di Nyköping all'aeroporto sono operati dal locale servizio pubblico di bus. Alcune compagnie private di bus collegano la cittadina agli altri centri urbani svedesi.

## Amministrazione

### Gemellaggi
- Iisalmi
- Lauf an der Pegnitz
- Notodden
- Nykøbing Falster
- Salacgrīva
- Vyborg

## Galleria d'immagini

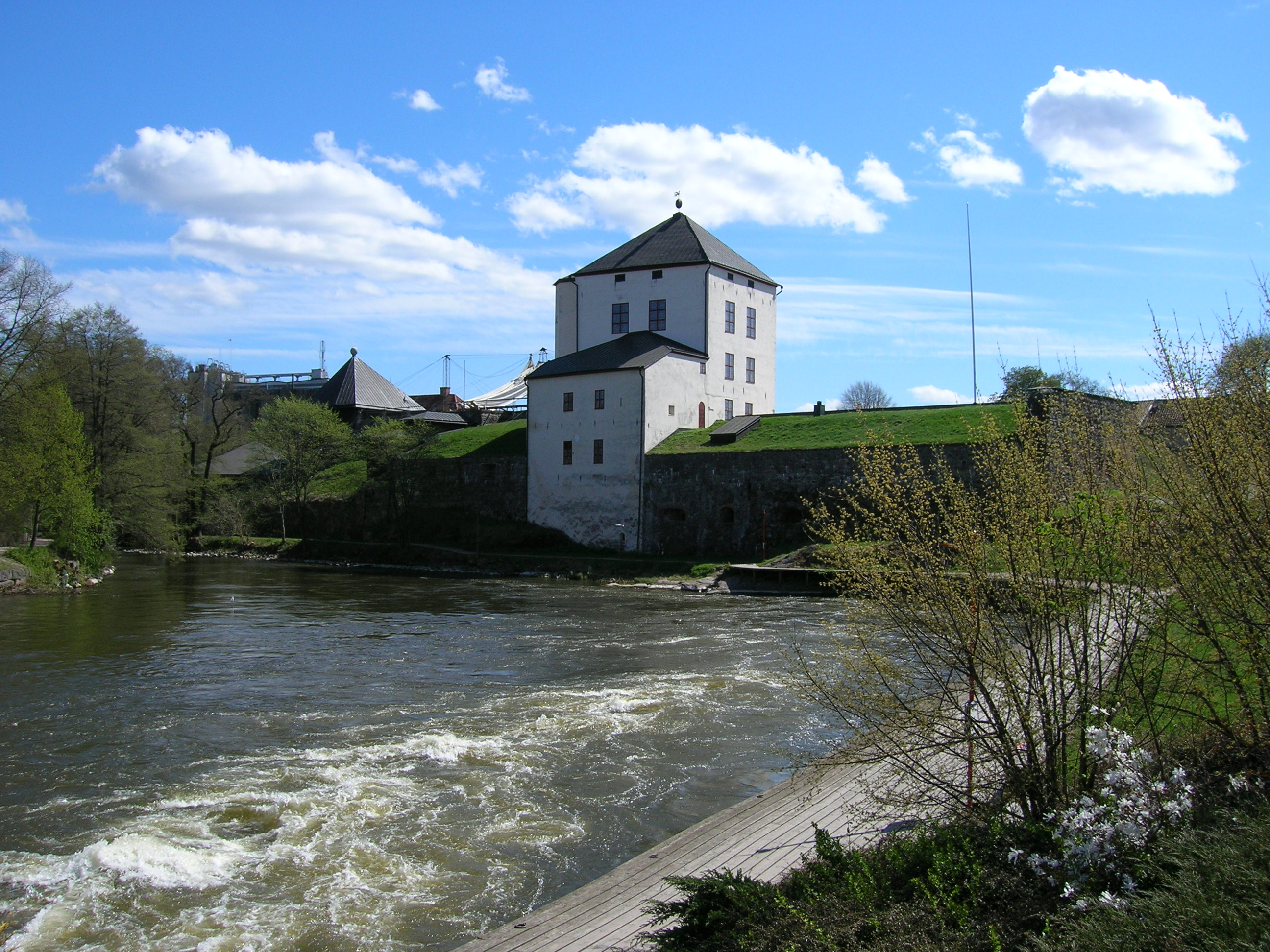
Il castello di Nyköping
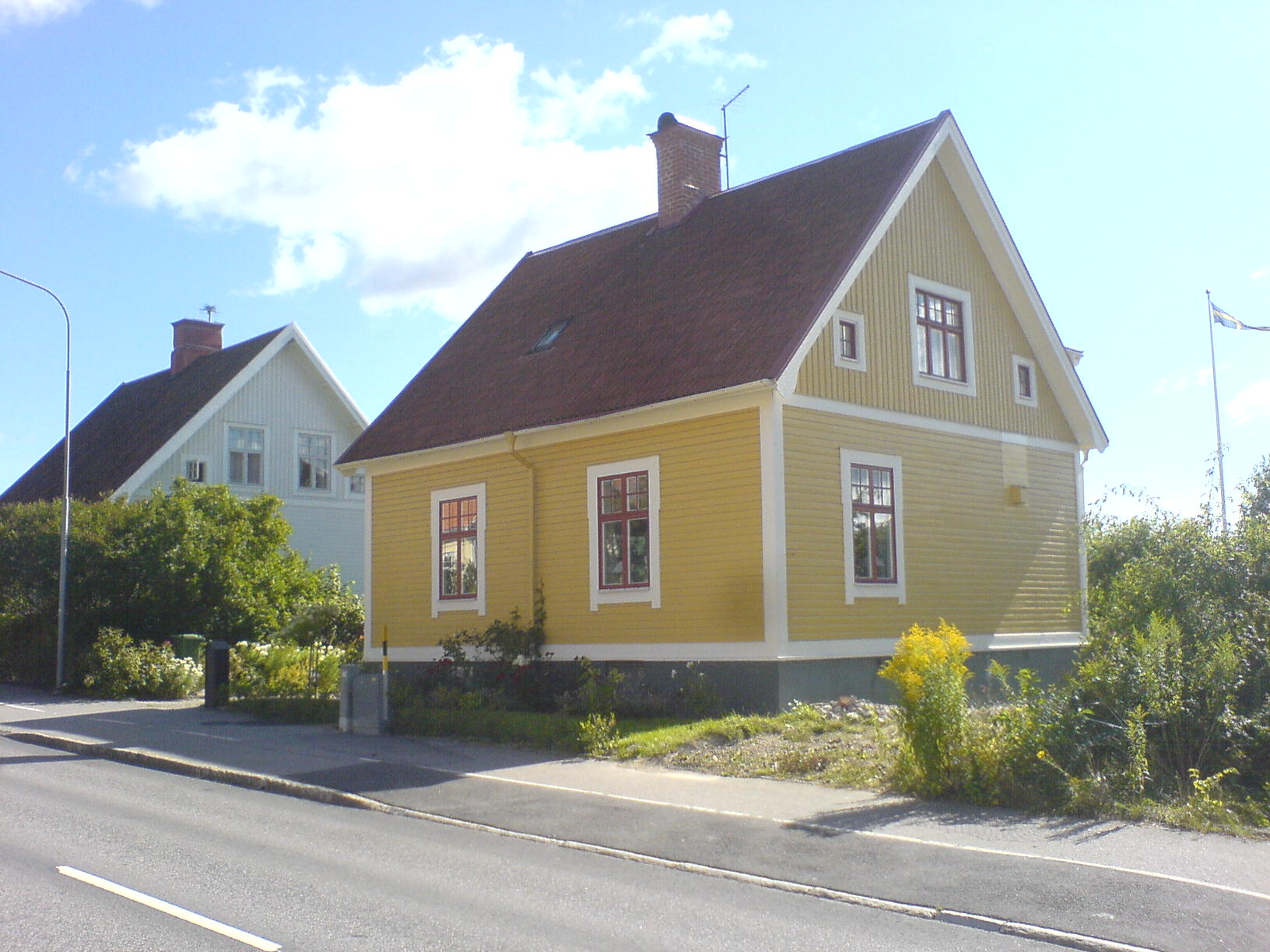
Area residenziale
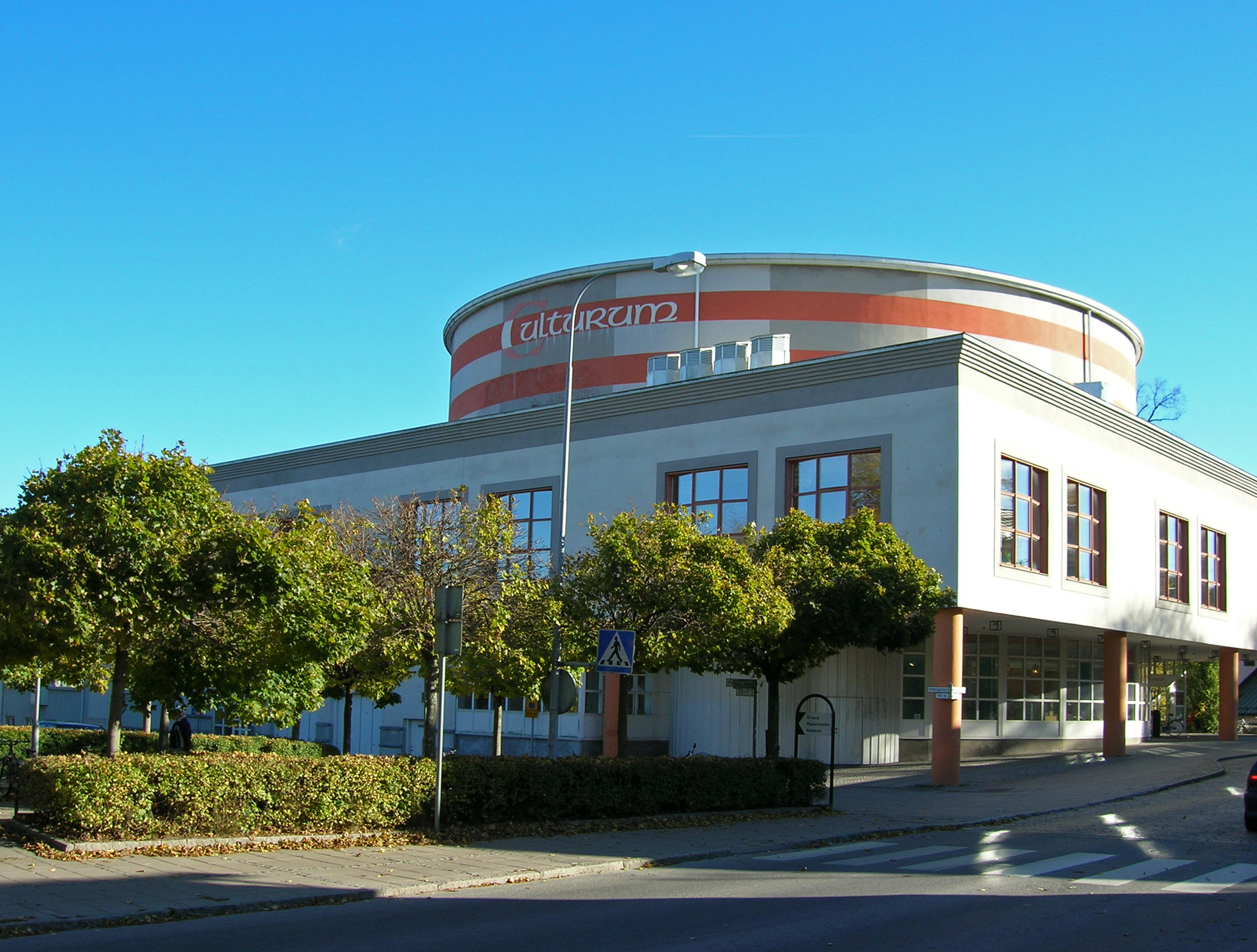
Biblioteca e centro culturale
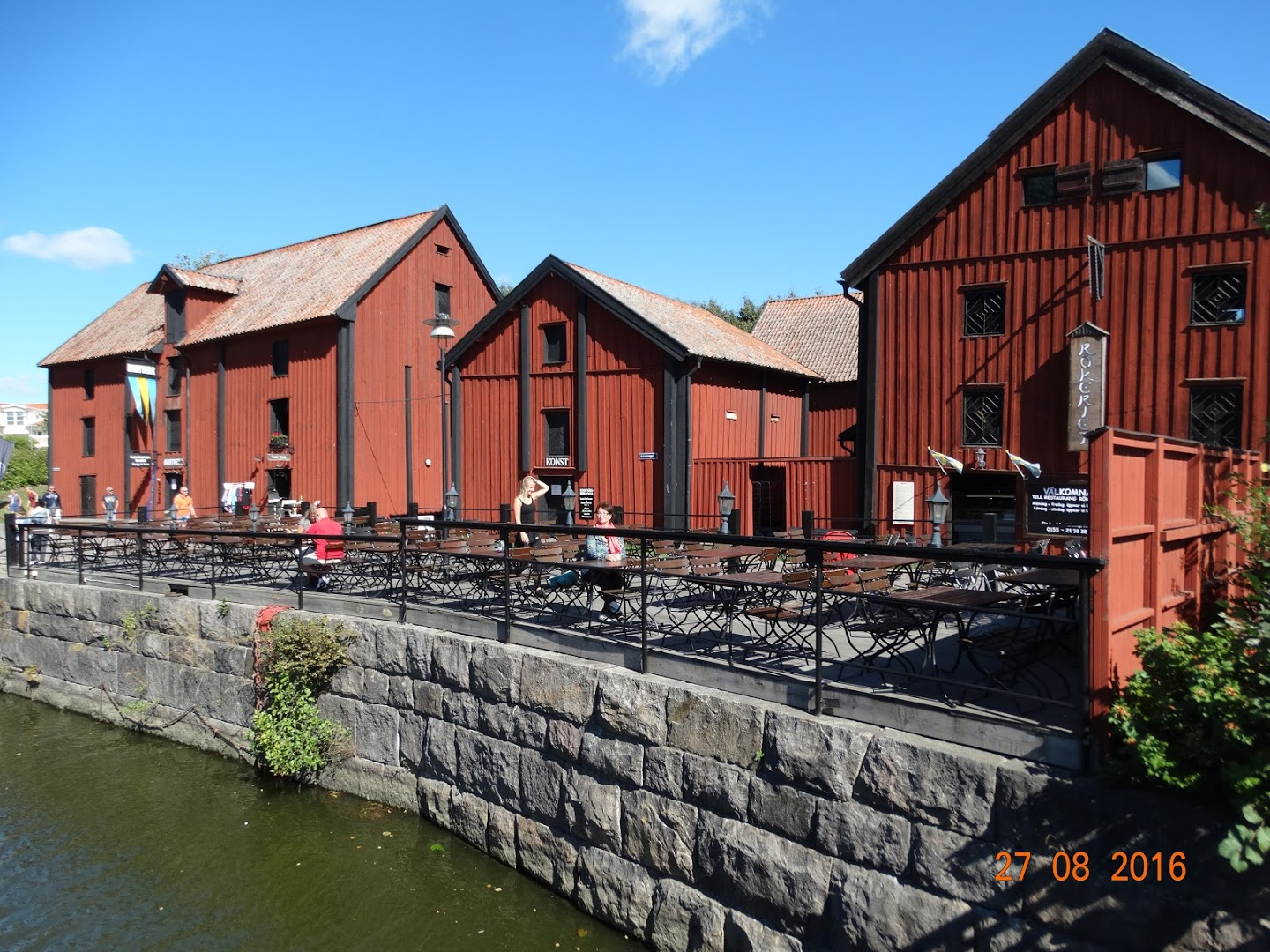
Rökeriet Nyköping
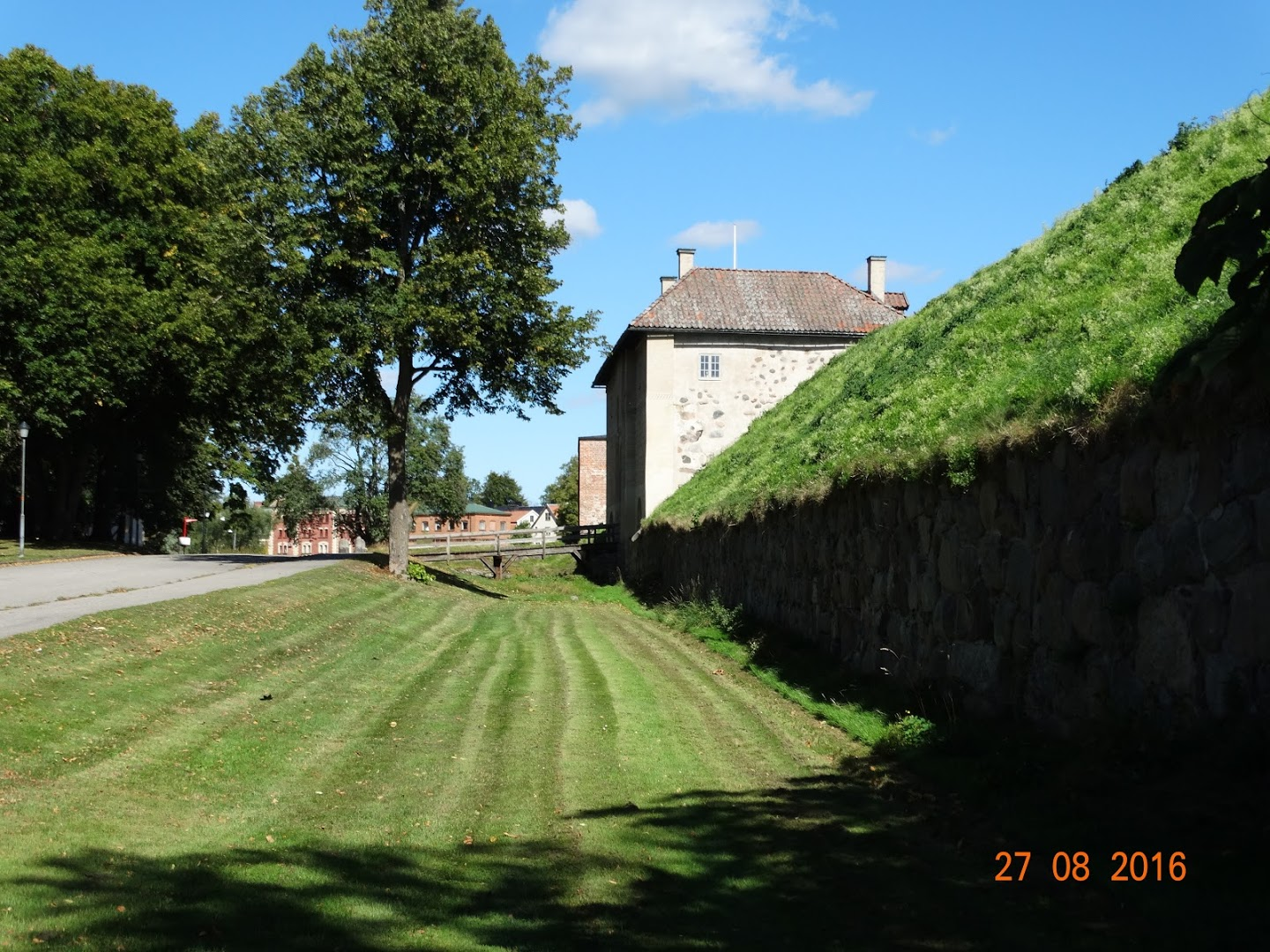
Nyköpingshus